# Hardwick (California)
Hardwick è un census-designated place (CDP) degli Stati Uniti d'America situato in California, nella contea di Kings.